# Lópoten
Lópoten (en rus: Лопотень) és un poble de l'óblast de Nóvgorod, a Rússia, segons el cens del 2011 tenia 35 habitants.